# میلرتون (آیووا)
میلرتون (به انگلیسی: Millerton) شهری در ایالت آیووا کشور ایالات متحده آمریکا است که جمعیت آن در سرشماری سال ۲۰۱۰ میلادی، ۴۵ نفر بوده‌است.